# Мулен-ле-Мес
Мулен-ле-Мес (фр. Moulins-lès-Metz) — коммуна на северо-востоке Франции в регионе Гранд-Эст (бывший Эльзас — Шампань — Арденны — Лотарингия), департамент Мозель, округ Мец, кантон Кото-де-Мозель. До марта 2015 года коммуна административно входила в состав упразднённого кантона Вуаппи (округ Мец-Кампань).

## Географическое положение
Коммуна расположена в 280 км к востоку от Парижа и в 5 км к западу от Меца.
Площадь коммуны — 6,98 км², население — 4995 человек (2006) с тенденцией к стабилизации: 5076 человек (2013), плотность населения — 727,2 чел/км². Ранее входила в состав Лотарингии.

## Население
Численность населения коммуны в 2008 году составляла 5084 человека, в 2011 году — 5105 человек, а в 2013-м — 5076 человек.
| 1962 | 1968 | 1975 | 1982 | 1990 | 1999 | 2006 | 2008 | 2011 | 2013 |
| ---- | ---- | ---- | ---- | ---- | ---- | ---- | ---- | ---- | ---- |
| 2590 | 4160 | 5700 | 5034 | 4827 | 4663 | 4995 | 5084 | 5105 | 5076 |

Динамика населения:

## Экономика
В 2010 году из 3188 человек трудоспособного возраста (от 15 до 64 лет) 2436 были экономически активными, 752 — неактивными (показатель активности 76,4 %, в 1999 году — 67,9 %). Из 2436 активных трудоспособных жителей работали 2266 человек (1178 мужчин и 1088 женщин), 170 числились безработными (78 мужчин и 92 женщины). Среди 752 трудоспособных неактивных граждан 273 были учениками либо студентами, 252 — пенсионерами, а ещё 227 — были неактивны в силу других причин.

## Достопримечательности (фотогалерея)
- Здание мэрии (шато Гриньян)
- Шато Фабер
- Шато Эрмитаж-Сен-Жан
- Церковь святого апостола Петра
- Часовня
- Церковь Сен-Пьер
- Церковь Эрмитаж-Сен-Жан